# Garajau
Garajau egy portugál falu Madeira szigetének déli partján, Funchaltól, a sziget fővárosától keletre, Santa Cruz járásban. Nyugat felé jóformán egybeépült a már Funchal járáshoz tartozó São Gonçalóval, keletnek pedig Caniçóval.

## Ponta do Garajau
Itt nyúlik a tengerbe a sziget második legdélibb foka, a Ponta do Garajau-félsziget. Ennek tövében, a 120 m magas, meredeken a tengerbe szakadó sziklafal tetején áll a Megváltó Krisztus szobra a portugál nyelvterületen megszokott, leginkább Rio de Janeiróból ismert kivitelben.

## Nemzeti park
A sziklafal tövében, a partközeli élőhelyek biológiai sokféleségének védelmére hozták létre Portugália első tengeri nemzeti parkját, a Reserva Natural Parcial do Garajau-t. A tengerpartra épített bemutatóközponthoz kanyargós szerpentinen vagy (a Krisztus-szobor mellől) kabinos felvonóval juthatunk le. A felvonó csak főszezonban üzemel.
A nemzeti parkban halászni és horgászni is tilos. Az érdeklődők a kristálytiszta vízben könnyűbúvárkodva ismerhetik meg a különlegesen gazdag élővilágot; a kezdőknek tanfolyamokat is szerveznek

## Képek

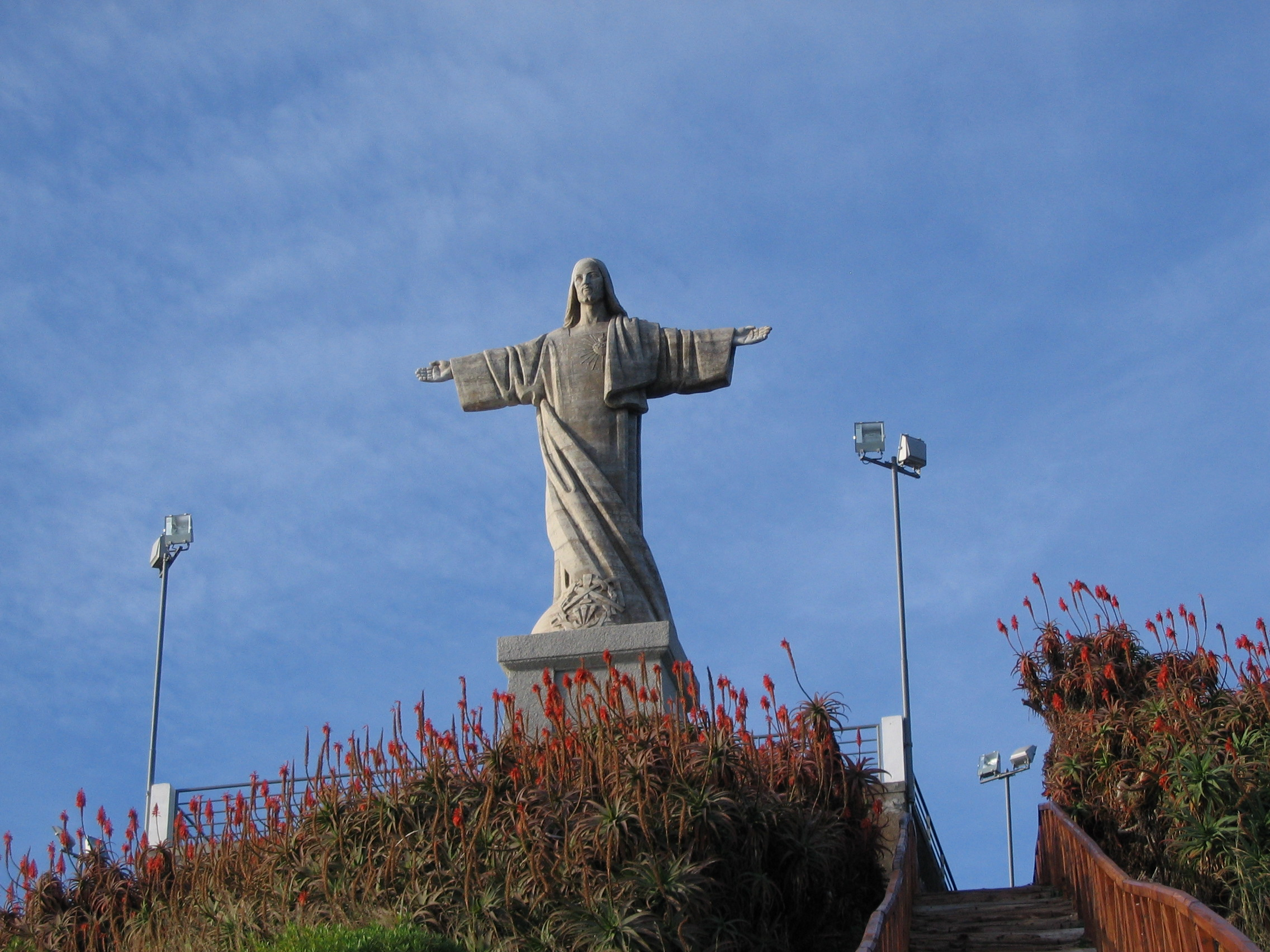
Krisztus király szobra
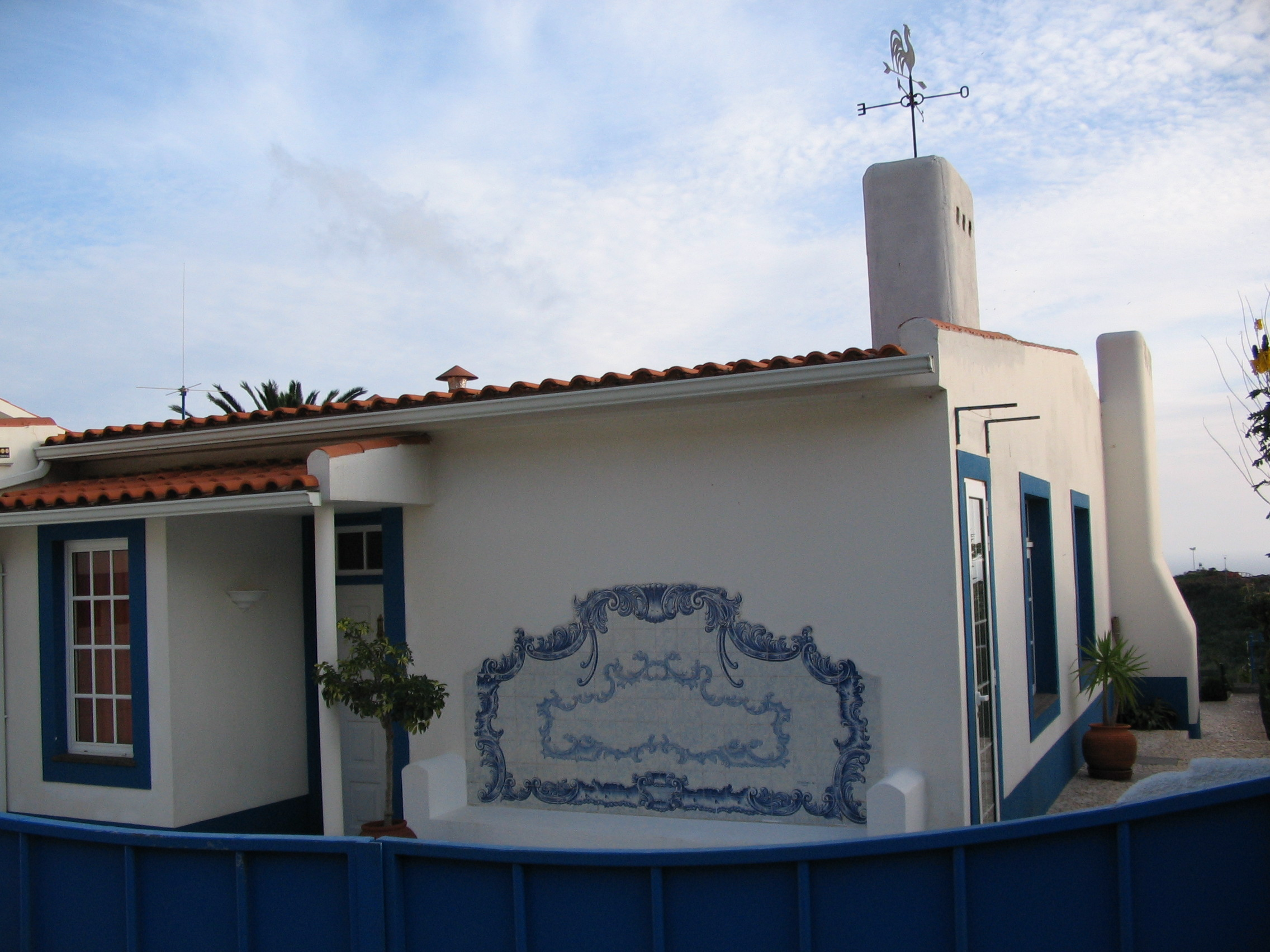
A kabinos felvonó felső állomása jellegzetes azulejo díszítéssel
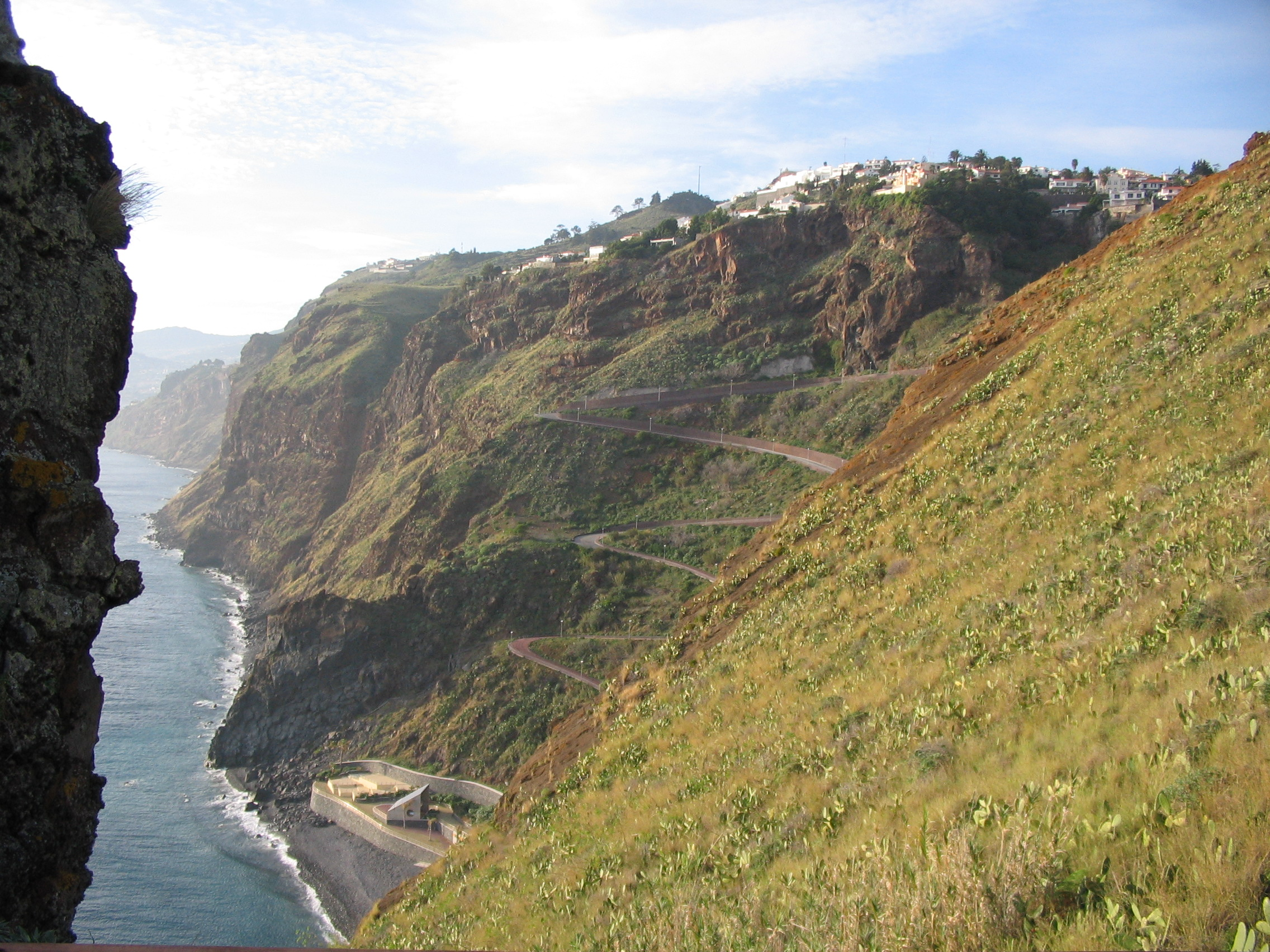
A nemzeti park bemutatóközpontja